# Franc Stefanis
Franc Adolfowicz Stefanis, Franz Viktor Hugo Stephanis (ros. Франц Виктор-Гюго Адольфович Стефанис, ukr. Франц-Віктор-Гюго Адольфович Стефаніс, ur. 21 listopada?/3 grudnia 1865 w Dołżycach w ujeździe gdowskim, zm. 13 lutego?/26 lutego 1917 w Kijowie) – ukraiński anatom.

## Życiorys
Urodził się w majątku Dołżyce w ujeździe gdowskim, w rodzinie kupca Adolfa Stefanisa. Niektóre źródła błędnie podają za miejsce urodzenia Rygę lub Odessę. Został ochrzczony w ewangelicko-luterańskim kościele św. Piotra w Sankt Petersburgu. Przez dłuższy czas mieszkali w Rydze, w latach 80. XIX wieku przenieśli się do Kijowa. Ukończył IV Gimnazjum w Kijowie w 1886 roku. Studiował na Uniwersytecie św. Włodzimierza w Kijowie, gdzie jego nauczycielami byli Szmalgauzen, Pieriemieżko, Podwysocki, Minch, Subbotin, Rein, Jakimowicz, Betz. Studia ukończył w 1893 roku. Następnie pracował jako prosektor w zakładzie anatomii kierowanym przez Michaiła Tichimorowa. W 1902 roku obronił dysertację na stopień doktora medycyny, a po śmierci Tichomirowa w tym samym roku, został mianowany profesorem anatomii. Zorganizował muzeum anatomiczne. Zajmował się przede wszystkim badaniami naczyń limfatycznych. Prosektorami u Stefanisa byli M. Ł. Radecki, Owen, Nikołaj Wołkoboj i Leopold Krauze. Pod jego kierunkiem dysertacje doktorskie przygotowali Helwig, Swojechotow i Czerniawski.
W 1893 roku ożenił się, sześć lat potem rozwiódł; nie miał dzieci.
Zimą 1917 roku zachorował na zapalenie płuc i zmarł w wieku 52 lat. Został pochowany na cmentarzu w Wasylkowie, jego grobu w 1991 roku nie udało się odnaleźć.
Polski lekarz Adam Kwaskowski w swoich wspomnieniach opisał wykłady i egzaminy u profesora Stefanisa:

Prof. Franc Wiktor Stefanis wykładał anatomię opisową na I i II roku medycyny. Podobno był greckiego pochodzenia (...) Zakład jego był przy ul. Fundoklejewskoj i zajmował prawą połowę gmachu anatomicum z małym pięterkiem pośrodku, gdzie mieściło się muzeum anatomiczne (...) Był lubianym i poważanym profesorem. W jego prosektorium często odbywały się „schodki”, czyli wiece studenckie. Wykładał dobrze, ale ciemna sala wykładowa niekiedy usposabiała do drzemki, tym bardziej że wykłady odbywały się od 8 rano i zdarzały się przypadki, że koledzy musieli dać sójkę w bok i zbudzić śpiocha, który chrapał zbyt głośnym basem. Profesor pobłażliwie nie zwracał na to uwagi (...) Najtrudniejszym egzaminem była anatomia u prof. Stefanisa (...) Profesor zasiadał w wygodnym fotelu w czarnym sukiennym płaszczu anatoma ze skórzanymi wyłogami, a przy nim stały 2 lub 3 stoły, na których umieszczano preparaty w formalinie w płaskich czworokątnych naczyniach. Egzamin odbywał się w „audytorium” czyli sali wykładowej anatomicum (...) Podczas długich godzin egzaminu profesor wypalał mnóstwo krótkich papierosów, które sam skręcał w bibułce i wkładał do kościanej cygarniczki, a tytoń miał świetny, aromatyczny, jednym słowem krymski.

## Wybrane prace
- Два случая врожденной дистопии почки, 1894
- Случай двойственного уродства (Dicephalus tetrabrachius masculinus), 1895
- Два варианта бронхиального дерева. Дневникъ VI-го съѣзда общества русскихъ врачей въ память Н. И. Пирогова, 1896 с. 8-14
- Систематический перечень препаратов музея Кафедры описательной анатомии в Университете св. Владимира. Университетские известия № 12, с. 1–88, 1898
- Учебный музей при Кафедре описательной анатомии человека в Университете св. Владимира. Университетские известия № 5, с. 1 18, 1901
- Профессор Михаил Андреевич Тихомиров ([ум.] 16-го мая 1902 г.). Университетские известия 42, 1902
- Лимфатические сосуды желудка человека. Университетские известия 42 (2), с. 1–49, 1902
- О лимфатических сосудах почек человека. Университетские известия 42 (4), с. 1–22, 1902
- Лимфатические сосуды печени человека. Университетские известия № 5, ч. 2, с. 1–89; № 8, ч. 2, с. 91–162, 1904